# Metóxido de sódio
O metóxido de sódio ou metanolato de sódio é o sal de sódio do metanol, de fórmula química Na(CH3O).